# 倉敷市駅
倉敷市駅（くらしきしえき）は、岡山県倉敷市阿知一丁目にある、水島臨海鉄道水島本線の駅である。駅番号はMR0。

## 歴史
- 1943年（昭和18年）7月：三菱重工業水島航空機製作所（現在の三菱自動車水島製作所）専用鉄道の倉敷駅として開業[1]。
- 1948年（昭和23年）8月20日：社倉敷駅として開業し、旅客輸送を開始。
- 1952年（昭和27年）4月1日：倉敷市が水島工業都市開発から施設譲受し、倉敷市交通局の駅となる。
- 1970年（昭和45年）
  - 4月1日：水島臨海鉄道が倉敷市交通局から施設譲受し、水島臨海鉄道の駅となる。
  - このころに倉敷市駅に改称されたと言われている。
- 1981年（昭和56年）4月7日：現在の場所に移転（以前の駅は現在倉敷駅西自転車駐車場がある場所の西側にあった）。

## 駅構造
単式ホーム1面1線の地上駅である。水島臨海鉄道水島本線の駅では唯一の終日有人駅（水島駅も有人駅だが、駅員配置は日中のみ）。4階建駐輪場の1階にあり、改札口・駅舎は西日本旅客鉄道（JR西日本）の倉敷駅とは独立している。出入口手前は片側がスロープになっている。駅舎内の改札口前は待合室となっており、駅窓口と2機の自動券売機がある。
また2014年（平成26年）11月19日に駅舎内にレンタサイクル店「健彩館」がオープンした。

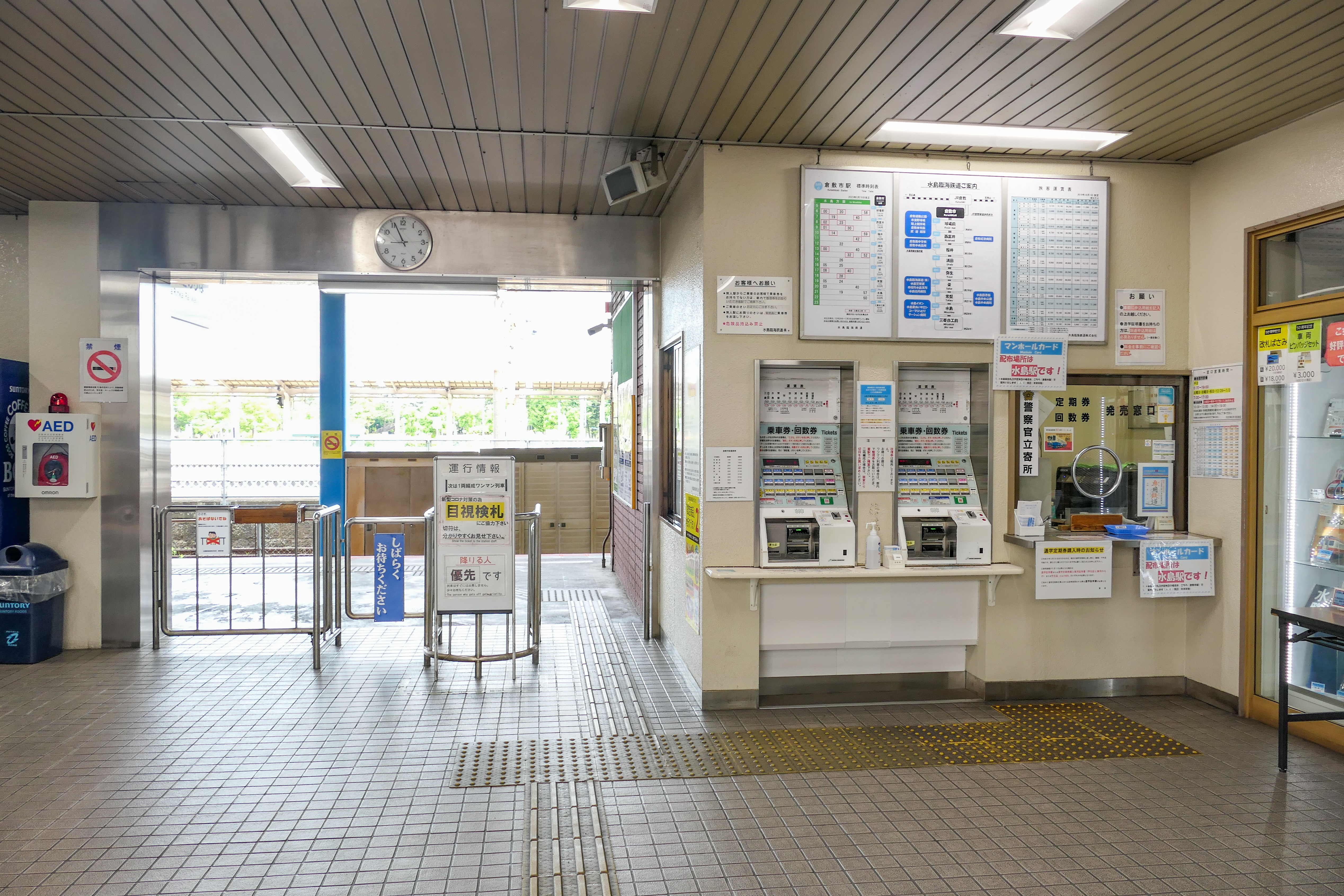
改札口（2023年6月）
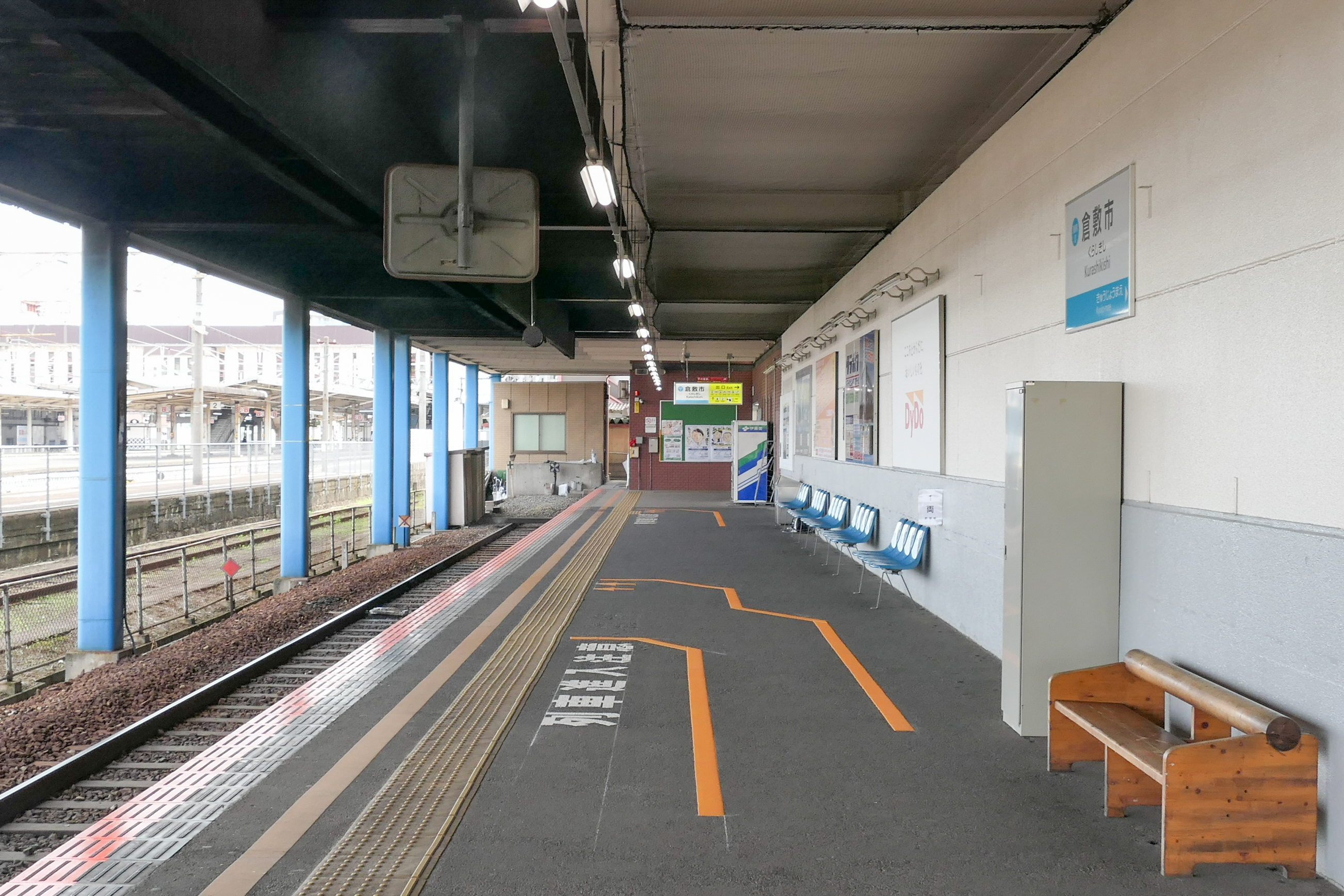
ホーム（2023年6月）

## 利用状況
1日平均乗車人員および乗降人員の推移は下記の通り。
| 年度   | 1日平均 乗車人員 | 1日平均 乗降人員 |
| ------ | ---------------- | ---------------- |
| 1999年 | 2,784            | 5,314            |
| 2000年 | 2,660            | 5,029            |
| 2001年 | 2,414            | 4,441            |
| 2002年 | 2,211            | 4,019            |
| 2003年 | 2,176            | 3,950            |
| 2004年 | 2,095            | 3,781            |
| 2005年 | 2,060            | 3,701            |
| 2006年 | 2,055            | 3,694            |
| 2007年 | 2,061            | 3,682            |
| 2008年 | 2,175            | 3,832            |
| 2009年 | 2,089            | 3,699            |
| 2010年 | 2,059            | 3,622            |
| 2011年 | 2,147            | 4,296            |
| 2012年 |                  |                  |
| 2013年 | 2,226            | 4,454            |
| 2014年 | 2,110            | 4,222            |
| 2015年 | 2,219            | 4,440            |
| 2016年 | 2,235            | 4,470            |
| 2017年 | 2,284            | 4,570            |
| 2018年 | 2,278            | 4,458            |
| 2019年 | 2,336            | 4,672            |
| 2020年 | 1,725            | 3,447            |
| 2021年 | 1,726            | 3,452            |
| 2022年 | 1,960            | 3,916            |

## 駅周辺
北東にJR西日本の倉敷駅が隣接しており、歩いて約1分。ペデストリアンデッキからくらしきシティプラザ西ビル2階の北側通路通って階段から、もしくは、地上の歩道を伝って結ばれている。

## 隣の駅
水島臨海鉄道
■水島本線
倉敷市駅（MR0） - 球場前駅（MR1）